# Glycopyrronium bromide
Glycopyrronium bromide là một loại thuốc thuộc nhóm kháng cholinergic muscarinic. Nó không vượt qua hàng rào máu não và do đó không có ít tác dụng trung tâm. Nó có sẵn ở dạng uống, tiêm tĩnh mạch, tại chỗ và dạng hít. Nó là một amoni bậc bốn tổng hợp.
Nó được phát triển bởi Sosei và được cấp phép cho Novartis vào năm 2005. Các cation, đó là hoạt động phân nưa, được gọi là glycopyrronium (INN)  hoặc glycopyrrolate (USAN).
Vào tháng 6 năm 2018, glycopyrronium đã được FDA chấp thuận để điều trị đổ mồ hôi nách quá mức, trở thành loại thuốc đầu tiên được phát triển đặc biệt để giảm tiết mồ hôi quá mức.

## Sử dụng trong y tế
Trong gây mê, tiêm glycopyrronium có thể được sử dụng như trước khi phẫu thuật để giảm tiết nước bọt, khí quản và tiết dịch họng, cũng như làm giảm độ axit của dịch tiết dạ dày. Nó cũng được sử dụng kết hợp với neostigmine, một chất đảo ngược ức chế thần kinh cơ, để ngăn chặn các tác dụng muscarinic của neostigmine như nhịp tim chậm.
Nó cũng được sử dụng để làm giảm quá nhiều nước bọt (sialorrorr), và bệnh Ménière.
Nó làm giảm bài tiết axit trong dạ dày và do đó có thể được sử dụng để điều trị loét dạ dày, kết hợp với các loại thuốc khác.
Nó đã được sử dụng tại chỗ và bằng miệng để điều trị hyperhidrosis, đặc biệt, hyperhidrosis.
Ở dạng hít, nó được sử dụng để điều trị bệnh phổi tắc nghẽn mạn tính (COPD). Liều dùng để hít thấp hơn nhiều so với uống, do đó, việc nuốt một liều sẽ không có tác dụng.

## Tác dụng phụ
Vì glycopyrronium làm giảm khả năng đổ mồ hôi của cơ thể, nó thậm chí có thể gây tăng thân nhiệt và say nắng trong môi trường nóng. Khô miệng, khó tiểu, đau đầu, tiêu chảy và táo bón cũng được quan sát thấy tác dụng phụ của thuốc. Thuốc cũng gây buồn ngủ hoặc mờ mắt, ảnh hưởng nghiêm trọng hơn do tiêu thụ rượu.

## Dược lý

### Cơ chế hoạt động
Glycopyrronium chặn các thụ thể muscarinic, do đó ức chế truyền cholinergic.

### Dược động học
Glycopyrronium bromide ảnh hưởng đến đường tiêu hóa, gan và thận nhưng có tác dụng rất hạn chế đối với não và hệ thần kinh trung ương. Trong các nghiên cứu về ngựa, sau khi truyền tĩnh mạch đơn, xu hướng quan sát của glycopyrronium theo phương trình ba hàm mũ, bằng cách biến mất nhanh chóng khỏi máu sau đó là giai đoạn cuối kéo dài. Bài tiết chủ yếu qua nước tiểu và dưới dạng thuốc không đổi. Glycopyrronium có tốc độ khuếch tán tương đối chậm, và trong một so sánh tiêu chuẩn với atropine, có khả năng chống lại sự xâm nhập qua hàng rào máu não và nhau thai.

## Nghiên cứu
Nó đã được nghiên cứu trong bệnh hen suyễn.